# 非法藥物診所

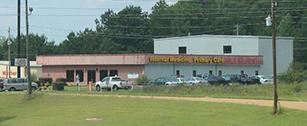
一家在阿拉巴馬州碧玉市的非法藥物診所（美國緝毒局在2015年所拍攝）。

非法藥物診所（英語：Pill mill）是那些不需充分知道患者的病史、不做身體檢查、不做診斷、不做醫學監測、或在沒病歷的情況下，就為顧客開立鎮痛藥（麻醉藥物）處方箋的醫療機構，它的模樣和一般診治疼痛的診所類似。這種機構通常只收現金。它們是加劇鴉片類藥物在美國氾濫的罪魁禍首，而成為各州要立法整治的對象。

## 商業模式及特性

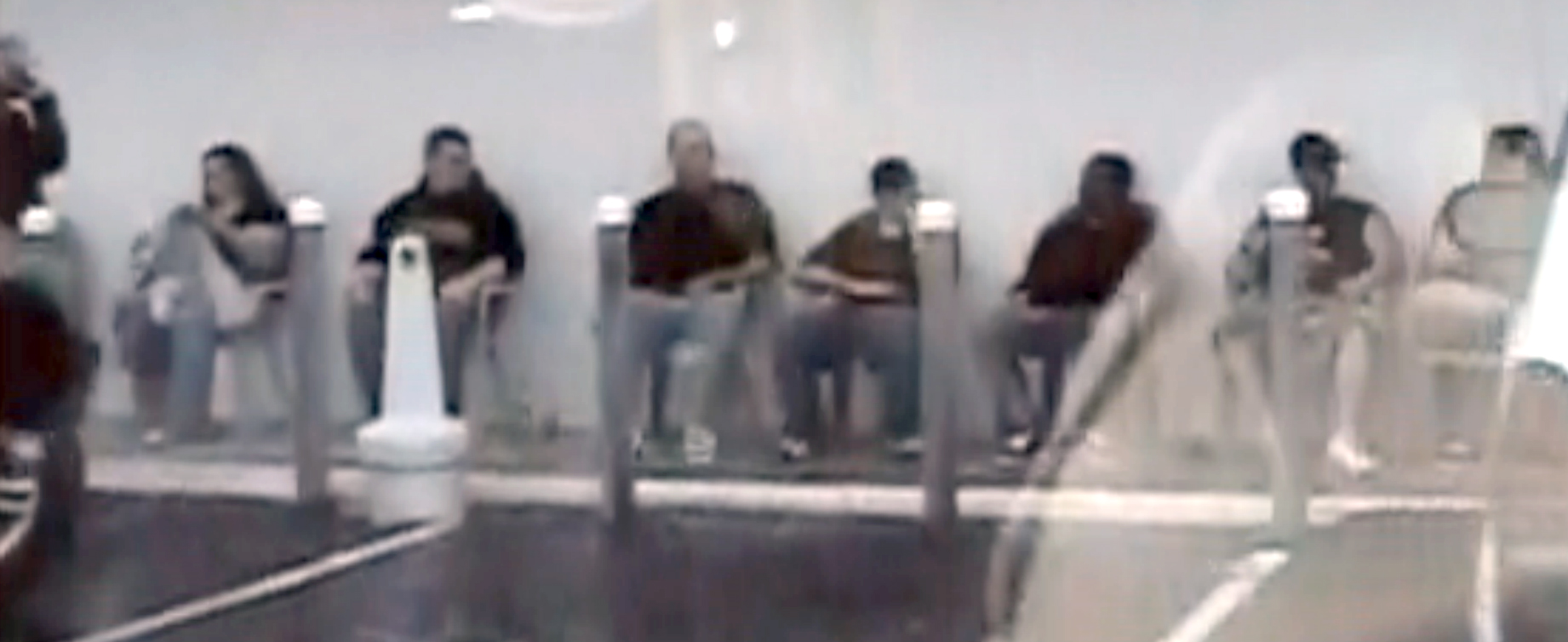
佛羅里達州棕櫚灘警長辦公室所拍攝的監視相片-由克里斯·喬治及其孿生兄弟所經營的非法診所，客人在室外走道的座位區等待就診的情景。

在這類診所，醫生本人，或是醫生帶領的其他醫事人員為患者所不具有，或者是被他們誇大的疼痛疾患，開立鴉片類藥物的處方。目的不在減輕或是治愈患者的疼痛，而是謀取高額利潤。從事這類營運模式的診所成為犯罪型企業。
這類機構的特性是它們的東家通常不是醫事人員，並且只收現金（不接受信用卡付款，也不接受醫療保險支付）。對於病歷、診斷資料、照X光、身體檢查，全不需要，或只做形式上的身體檢查，沒討論用替代藥物治療，就可開立強效鎮痛藥的處方箋；患者拿了處方箋，只能去特定的藥房取藥。此外，在這類機構之前會看到長條的人龍，在機構前或旁邊的停車場，車輛進出頻繁，並僱有安全警衛或保鏢負責維持秩序。
根據調查機構和科學家的資料，此類診所的長相和大小各有不同，但對業者而言，重要的是給人有獨立疼痛治療中心的印象。為避免遭受起訴，這類診所的經營者會把店面用類似快閃店的方式經營。診所的客戶都是物質依賴者，甚至會參與販售他們手上多餘的藥物。

## 起源與演進
一位名為David Herbert Procter，在加拿大出生的醫生，被認為是這種診所的發明者。他於1979年在肯塔基州的小城South Shore開設一家專門做疼痛治療的診所。他在1980年代中期，是最早經常開立含有鴉片劑鎮痛藥的醫生。他還加上如阿普唑侖的苯二氮䓬類藥物（鎮定劑）混合使用。隨著普渡製藥的重磅炸彈產品OxyContin（活性成分：羥考酮，在台灣譯名為奧施康定，或是疼始康定）上市後，他的業務得以擴展。他因此增加僱用醫生來經營新設立的診所。其中有些醫生複製這位“非法藥物診所教父”的商業模式，出來自行創業。
這種經營模式隨後擴散到其他各州 ，包括西維吉尼亞州、德克薩斯州、新墨西哥州、和紐約州。這類診所業務興旺，尤其是在佛羅里達州由克里斯·喬治擁有的診所，業務尤其突出。

## 後果
在美國，由於很容易取得強效鎮痛藥，鴉片類藥物的氾濫受到助長，吸食者因為長期服用，而需要用更高的劑量才能達到與前相同的緩解或是愉悅的效果（藥物耐受性而生成的高劑量依賴性）。另外，這些藥物中的鴉片劑能產生欣快的效果。經常使用鴉片製劑會取代人體自行生產內啡肽（人體內自行生成的類鴉片肽生物化學合成物）的功能，導致高度藥物成癮。藥物濫用導致患者被送往急診室作緊急治療的案例數量增加、產生高額的醫療成本、和引發頻繁的藥物過量致死案例。
這類亂開處方箋的疏失和荒謬的做法、以及倡導藥物成癮和非法販售藥物，都違背醫學倫理，以及法律。因此，警方發動多次行動，和美國緝毒局（DEA）採取的措施， 許多犯案者受到法院定罪，到2016年底為止，僅在佛羅里達州就有378位醫生被定罪，同時另有95位受到起訴。
為應對麻醉藥物濫用日益嚴重的問題，許多州都修訂法律，嚴加處理。例如在肯塔基州，“非法藥物診所法案”（KRS 218A.175等）在2012年起開始生效，用於改進對開立處方箋的監控。到2012年，美國有41個州實施此類監測計劃，到2019年，除密蘇里州之外，美國各州均實施此類監測計劃。對於是否嚴格的麻醉藥物法案會促成藥物使用者轉往使用其他如海洛因等的成癮性物質，發生過文字上的辯論，許多海洛因成癮者會聲稱他們以前是鴉片類藥物的濫用者。吸毒者也會改用芬太尼，使用者經常因此喪命。

## 大眾傳媒引用
《奧斯康定特快車》（OxyContin Express）是葡萄牙新聞工作者馬里亞納·範·澤勒在2009年跟踪位於佛羅里達州非法藥物診所銷售管道所拍攝的紀錄片，這部片子除得到2010年的皮博迪獎之外，還獲得其他獎章，並得到艾美獎的提名。從2007年以來一直以美國白領犯罪為主題的電視影集《貪婪的美國人》（American Greed），在第137集（2017年3月首次播出）和152集（2018年3月首次播出），兩集主要是談論這類非法診所的問題。這類非法診所的洗錢活動在電視戲劇影集《美甲師》中有重要的戲份。描述真實犯罪的紀錄片《藥劑師》於2020年在Netflix上播映，演員丹·施耐德在劇中透過私人調查，揭發一家在路易斯安那州聖貝爾納堂區非法藥物診所的故事。

## 出版物
- Moreto, William D.; Gau, Jacinta M.; Brooke, Erika J. . Security Journal. April 2019.
- Quinones, Sam. . New York, NY: Bloomsbury Press. 2015. ISBN 978-1-62040-250-4.
- Temple, John. . Guilford, Connecticut: Lyons Press. 2015. ISBN 978-1-4930-0738-7.
- Rigg, Khary K.; March, Samantha J.; Inciardi, James A. . J Drug Issues. 2010, 40 (3): 681–702. PMC 3030470 . PMID 21278927. doi:10.1177/002204261004000307.

## 外部連結
- 维基词典中的词条「非法藥物診所」
- Pia Malbran. . CBS News. 2007-05-31  [2021-06-16]. （原始内容存档于2022-07-16）.